# چه کسی دادستان را کشت و برای چه؟
چه کسی دادستان را کشت و برای چه؟ (انگلیسی: Who Killed the Prosecutor and Why?؛ ایتالیایی: Terza ipotesi su un caso di perfetta strategia criminale) یک فیلم مهیج ایتالیایی به کارگردانی جوزپه واری است که در سال ۱۹۷۲ منتشر شد.

## بازیگران
- لو کاستل
- ببا لونچار
- آدولفو چلی
- ماسیمو سراتو
- اومبرتو دورسی
- رناتو بالدینی
- رناتو مالاواسی
- فورتوناتو آرنا
- کارلا مانچینی